# Protidricerus japonicus
Protidricerus japonicus är en insektsart som först beskrevs av Robert McLachlan 1891.
Protidricerus japonicus ingår i släktet Protidricerus och familjen fjärilsländor. Inga underarter finns listade i Catalogue of Life.